# Psylla steinbergi
Psylla steinbergi är en insektsart som beskrevs av Loginova 1964. Psylla steinbergi ingår i släktet Psylla och familjen rundbladloppor. Inga underarter finns listade i Catalogue of Life.